# Sông Loisach
 Sông Loisach là một sông nhánh của sông Isar, dài 114 km, chạy qua Tirol, Áo và Bayern, Đức. 

## Địa lý
Nguồn của sông Loisach ở gần xã Biberwier, Tirol, Áo. Sông này khi vào Đức chạy ngang Grainau, tới Garmisch-Partenkirchen, rồi chạy giữa Ammergauer Alpen ở phía Tây và dãy núi Ester ở phía Đông về hướng Bắc. Sau khi đi ngang qua Farchant, Oberau, Eschenlohe, Ohlstadt, Murnau, và Großweil, tại Schlehdorf nó chạy vào hồ Kochel.

Sau đó nó chảy ngang qua Benediktbeuern, Penzberg, Eurasburg và nhập vào sông Isar tại phía Bắc của thành phố Wolfratshausen ở Rừng nước Puppling.

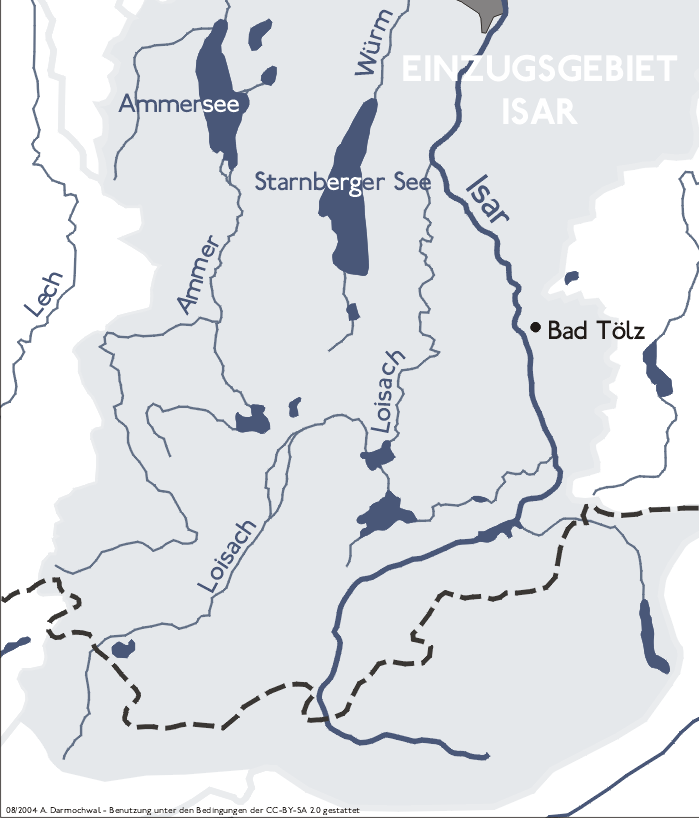
Bản đồ sông Loisach

## Hình ảnh

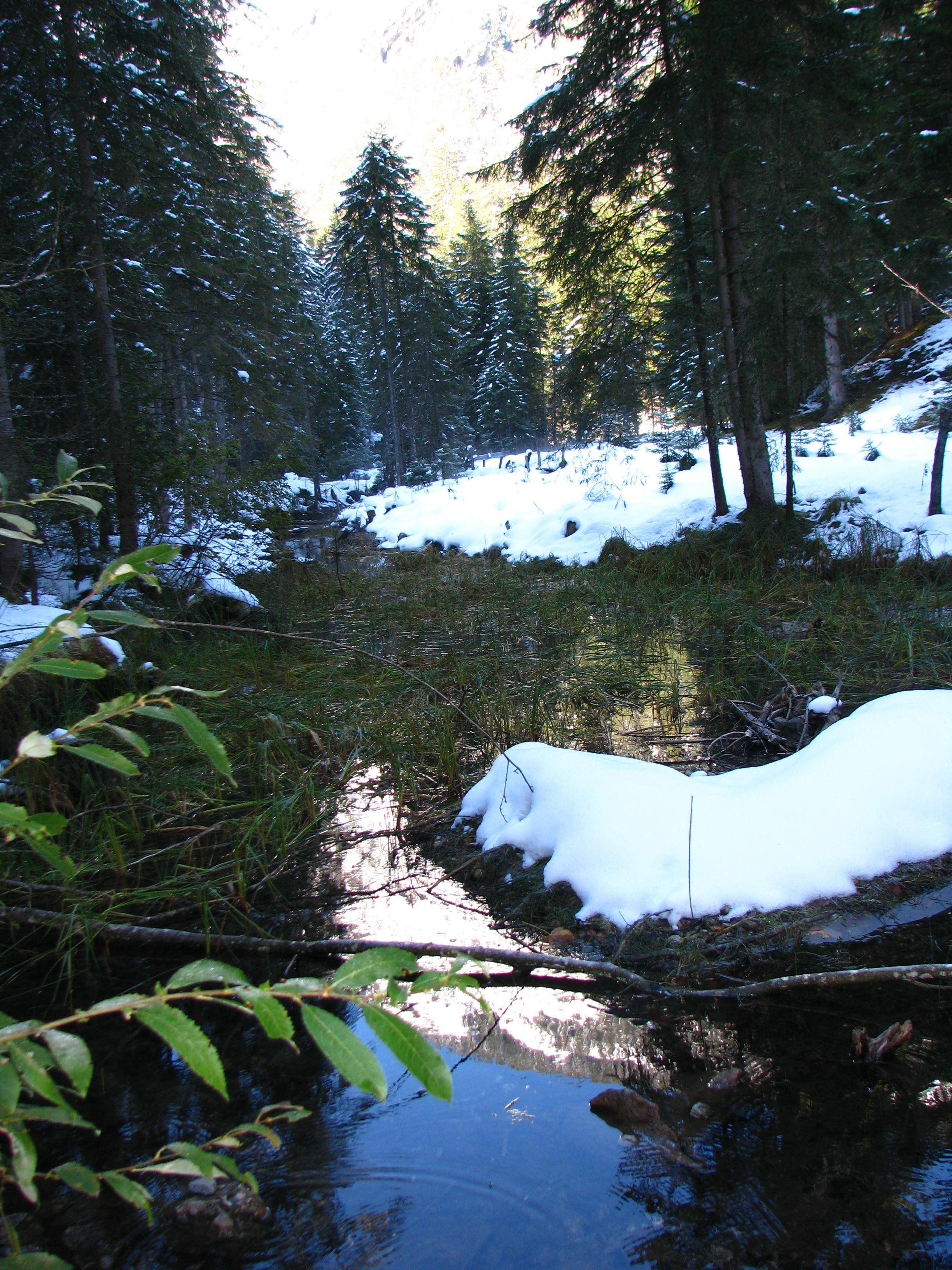
Vùng sình lầy Loisach gần Biberwier
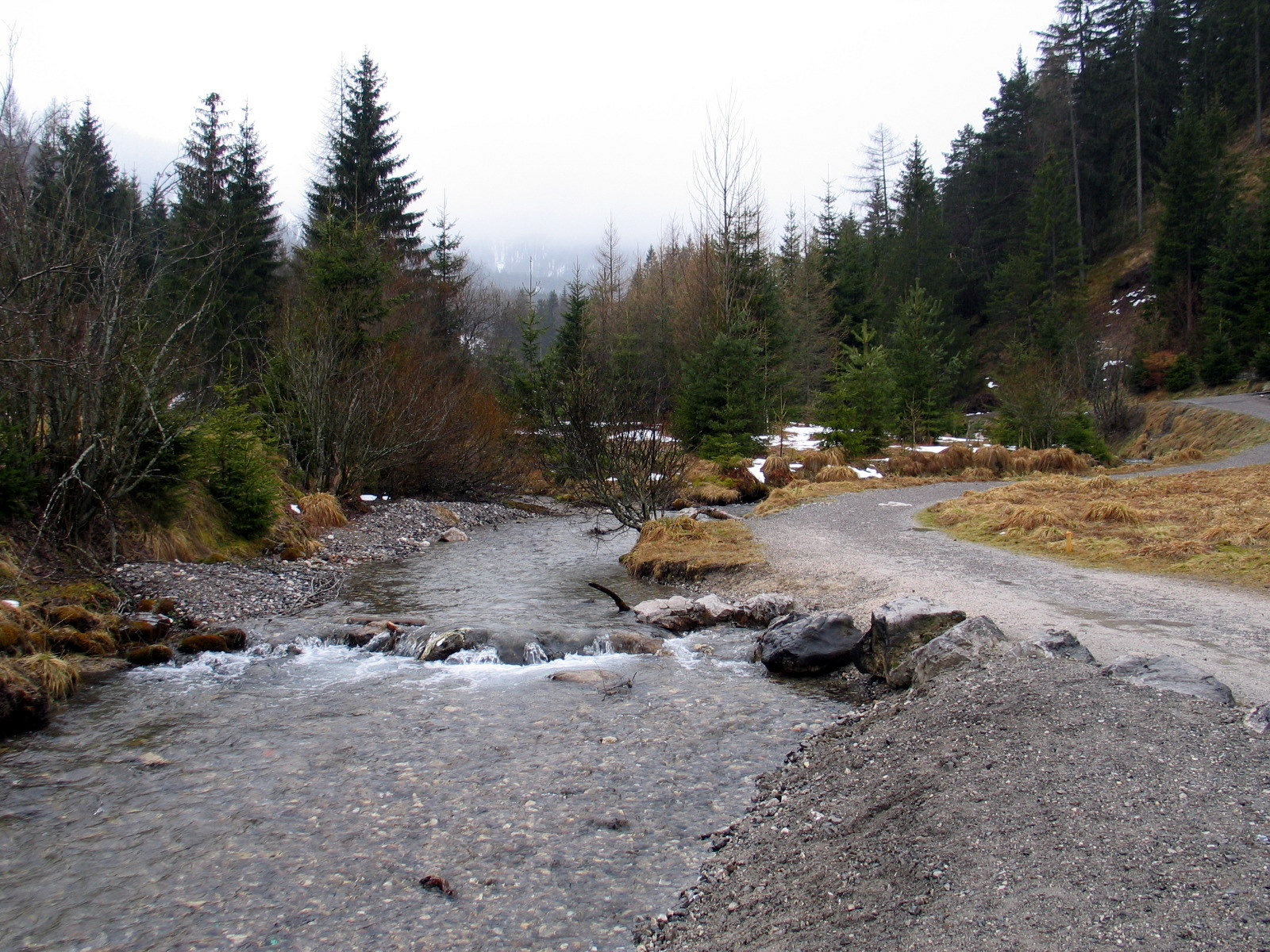
Sông Loisach gần nguồn Biberwier, Tirol
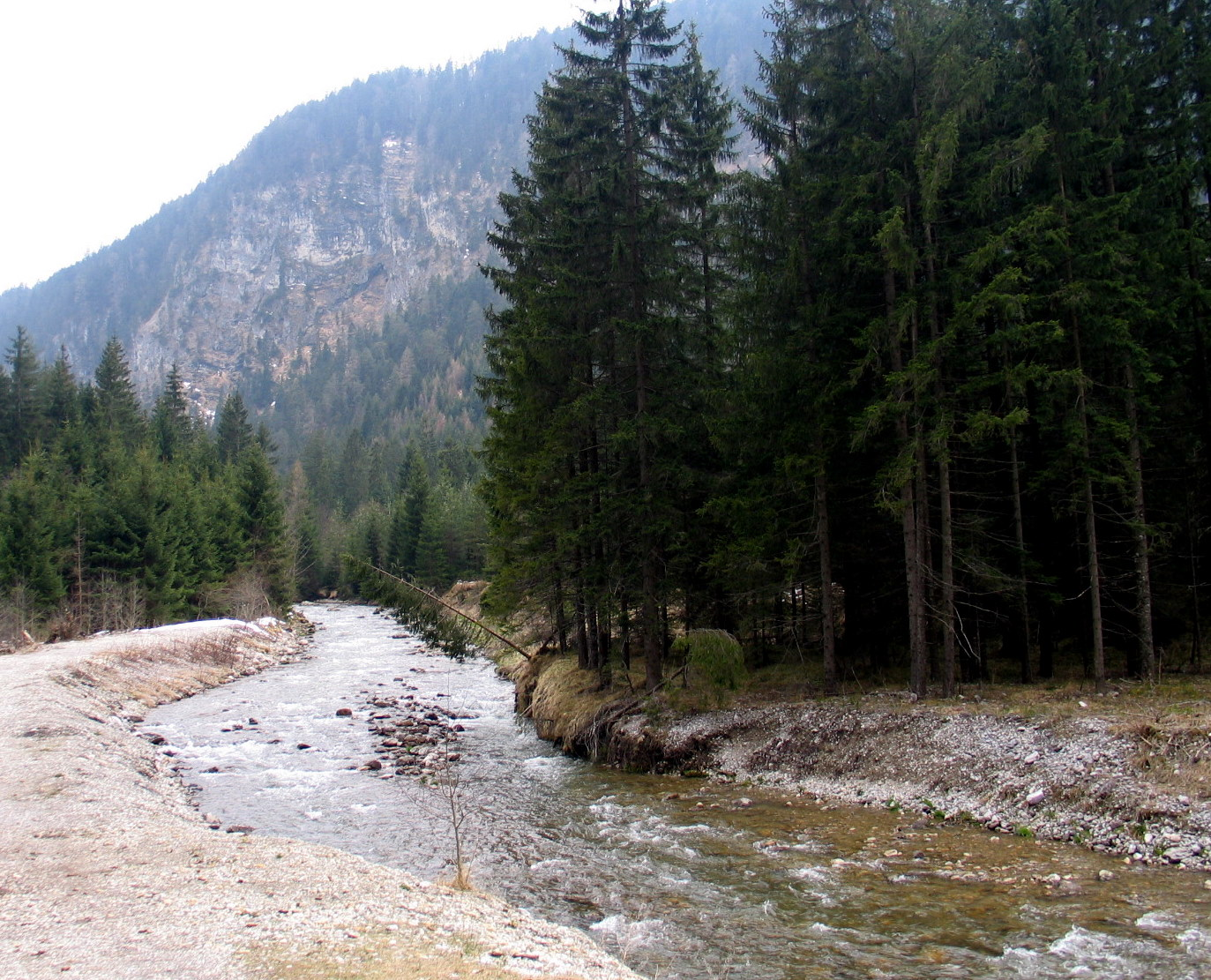
Sông Loisach phía Tây của Garmisch-Partenkirchen
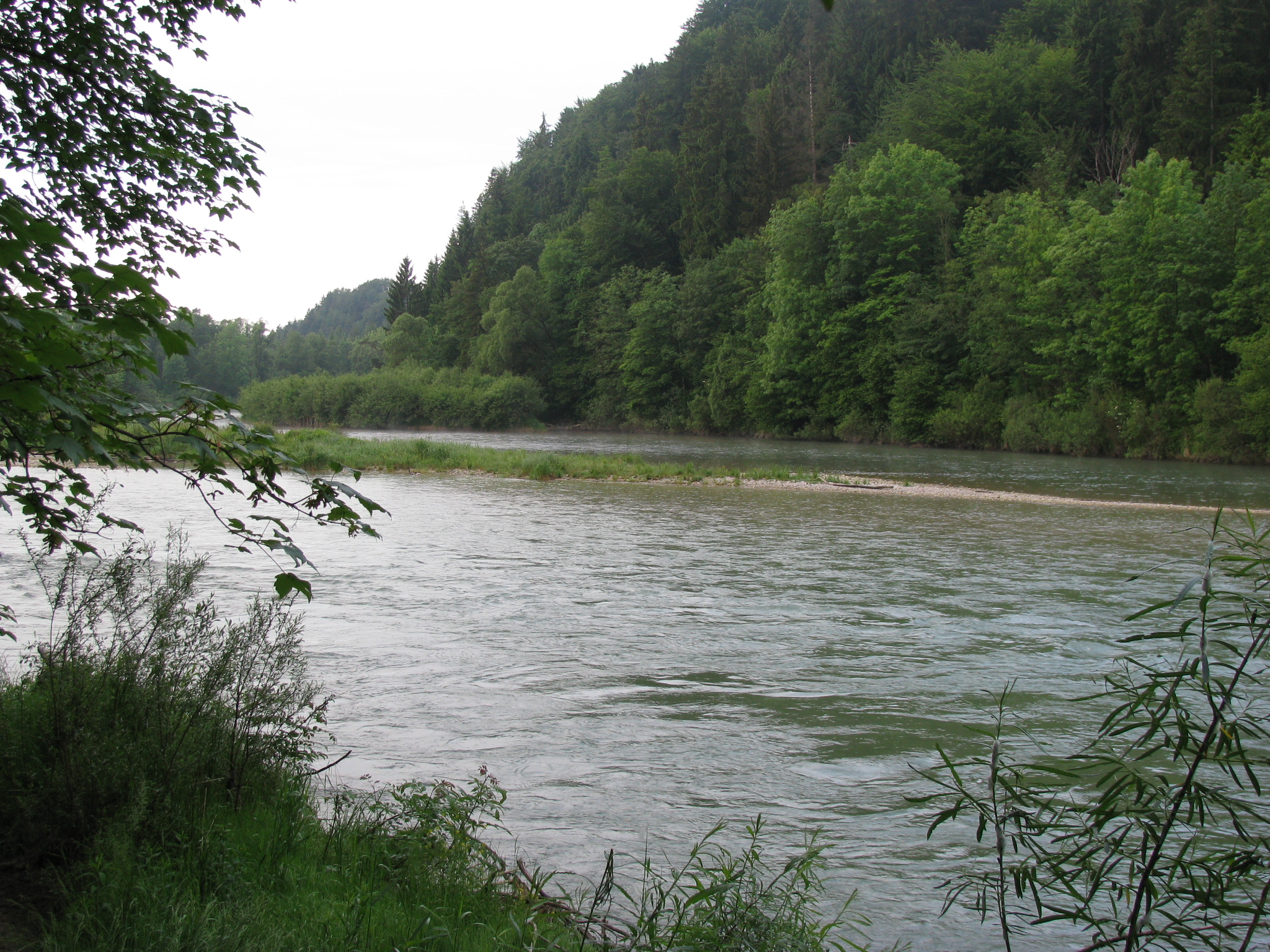
Sông Loisach (từ bên Phải) nhập vào sông Isar

## Sách báo
- Karl Wolf: Flößerei und Trift auf der oberen Loisach. In: Jahrbuch 2011 des historischen Vereins Murnau am Staffelsee e. V. S. 25–120.